# Pablo Zúñiga
Pablo Zúñiga Toro (Santiago, 11 de agosto de 1972) es un periodista chileno.
Ha participado frecuentemente en diferentes programas de televisión como panelista o para realizar notas de humor. Entre noviembre de 2009 y febrero de 2010 fue conductor de un late show llamado Influencia humana, programa que según él mismo contó lo presentó en todos los canales de televisión abierta y solo logró embaucar a los ejecutivos de Telecanal. Lo realizó con su amigo Felipe Avello y Jorge Castro de la Barra. Es considerado programa de culto. 
Trabajó en CQC siendo su nota más viral la de la Fumatón: https://www.youtube.com/watch?v=EKW-1CA4e6o&feature=share
Además, en 2011 debutó como actor en la película El limpiapiscinas. Posteriormente actuó en El babysitter de Gonzalo y Sebastián Badilla, Qué pena tu boda, teniendo su protagónico en la película Cosas de Hombres:  https://www.youtube.com/watch?v=0VpyBnKplmk
Ha realizado un sinnúmero de comerciales, siendo el más recordado el de Disfruta junto a su amiga Javiera Acevedo: https://www.youtube.com/watch?v=XtgQ1Duijas
Está divorciado, tiene 5 hijos y su pareja es la conductora de TV y modelo Natalia Schreiber, conocida por ser rostro de Entel como una de las Chicas 123 y la exconductora del El Tiempo en CHV.
El Mercurio lo escogió como el doble chileno del actor escocés Ewan Mcgregor.

## Filmografía

### Programas de televisión
| Año       | Programa                    | Rol                | Canal              |
| --------- | --------------------------- | ------------------ | ------------------ |
| 2004      | Acoso textual, el otro sexo | Panelista          | Canal 13           |
| 2005-2008 | Gigantes con Vivi           | Panelista          | Canal 13           |
| 2007      | Festival de Vivi del Mar    | Panelista          | Canal 13           |
| 2007      | Cantando por un sueño       | Notero             | Canal 13           |
| 2008      | Canal 12                    | Actor              | Canal 13           |
| 2009      | Tiempo límite               | Coanimador         | Canal 13           |
| 2009      | Chile, país de talentos     | Jurado enmascarado | Canal 13           |
| 2009      | Animal nocturno             | Notero             | TVN                |
| 2009      | Influencia humana           | Conductor          | Telecanal          |
| 2010      | La movida del festival      | Panelista          | Canal 13           |
| 2010      | Halcón y camaleón           | Notero             | TVN                |
| 2010-2011 | Mira quien habla            | Panelista          | Mega               |
| 2010-2011 | Gigantes con Vivi           | Panelista          | Mega               |
| 2011      | Caiga quien caiga           | Conductor y notero | Mega               |
| 2011      | Mucho gusto                 | Panelista          | Mega               |
| 2012      | Secreto a voces             | Panelista          | Mega               |
| 2013      | Más vale tarde              | Panelista          | Mega               |
| 2015      | Perros de la calle          | Panelista          | Chilevisión        |
| 2016      | Muy buenos días             | Panelista          | TVN                |
| 2018      | Caiga quien caiga           | Notero             | Chilevisión        |
| 2018-2019 | Toc Show                    | Panelista          | TV+                |
| 2019      | Resistiré                   | Monitor            | Mega MTV TV Azteca |

### Películas
| Año  | Película                  | Personaje     |
| ---- | ------------------------- | ------------- |
| 2011 | El limpiapiscinas         | Dios del agua |
| 2011 | Qué pena tu boda          | El novio loco |
| 2013 | El babysitter             | Reymundo      |
| 2022 | S.O.S. Mamis: La película | Hernán        |